# Judea Pearl
Judea Pearl (ur. 4 września 1936 w Tel Awiwie) – izraelsko-amerykański informatyk i filozof z polskimi korzeniami, znany dzięki wiodącej roli między innymi w naukowej formalizacji wnioskowania przyczynowego, rozwojowi probabilistycznego rozumienia sztucznej inteligencji, i opracowaniu sieci bayesowskich.
Jest laureatem Nagrody Turinga z 2011 r. za „fundamentalny wkład w dziedzinę sztucznej inteligencji przez opracowanie formalnego rachunku wnioskowania probabilistycznego i przyczynowego”.
Jego syn, Daniel Pearl, był dziennikarzem The Wall Street Journal, który został uprowadzony i zabity w 2002 r. w Pakistanie przez bojowników powiązanych z Al-Ka’idą.

## Życiorys

### Wczesne życie i wykształcenie
Judea urodził się w ówczesnym Tel Awiwie w Brytyjskim Mandacie Palestyny w 1936 w rodzinie żydowskich imigrantów z Polski; jednym z jego przodków był Menachem Mendel Morgenstern. Po służbie w Siłach Obronnych Izraela i okresie życia w kibucu, odbył studia na Technionie uzyskując w 1960 licencjat z elektrotechniki, gdzie poznał także swoją przyszłą żonę Ruth. Emigrował następnie do USA, gdzie w 1961 zdobył tytuł magistra elektrotechniki na New Jersey Institute of Technology (wtedy Newark College of Engineering), magistra fizyki Uniwersytetu Rutgersa, i doktora elektrotechniki NYU Tandon (wtedy Polytechnic Institute of Brooklyn) dzięki dysertacji Vortex Theory of Superconductive Memories.

### Kariera
Rozpoczął karierę w laboratoriach RCA, gdzie zajmował się materiałami nadprzewodzącymi; ponieważ dziedzina ta została – jak to określił w wywiadzie – „wymieciona” przez rozpowszechnienie się technologii półprzewodników, podjął następnie pracę w 1970 na Uniwersytecie Kalifornijskim w Los Angeles. Jego wczesna praca akademicka poświęcona była probabilistycznej sztucznej inteligencji. Był jednym z redaktorów-założycieli Journal of Causal Inference. Początkowo zasiadał w kadrze Wydziału Elektrotechniki, szybko przeniósł się jednak do nowo powstałego Wydziału Informatyki.
W 1976 otrzymał pełną profesurę. W 1978 założył Cognitive Systems Laboratory. Zajmował się wówczas głównie algorytmami heurystycznymi i kombinatorycznymi, i prowadził kursy teorii prawdopodobieństwa i teorii decyzji. Pracuje na UCLA do dziś, gdzie pozostał profesorem informatyki i statystyki, oraz dyrektorem Cognitive Systems Laboratory.

### Życie prywatne i poglądy
Ma z żoną Ruth trójkę dzieci. Ich syn, Daniel Pearl, został jako reporter The Wall Street Journal zabity w 2002 r. w Pakistanie; rodzice założyli na jego cześć NGO Daniel Pearl Foundation, której misją jest promocja międzykulturowego porozumienia poprzez współpracę dziennikarską i kulturalną. Judea wystąpił w filmie dokumentalnym z 2015 r. na temat rodzinnych tragedii, opublikował także w 2009 esej opisujący jego krytyczną wobec paradoksów polityki „Wojny z terroryzmem” perspektywę w The Wall Street Journal. Miał powiedzieć w rozmowie: „Nienawiść zabiła mojego syna. Dlatego jestem zdeterminowany zwalczać nienawiśc.” Pearl określa się jako ateista, który czuje się jednak przywiązany do żydowskich modlitw, tradycji i etyki.

## Wybrane osiągnięcia i publikacje
Judea Pearl był jednym z pionierów sieci bayesowskich, i pomysłodawcą wielu sposobów matematycznej formalizacji i modelowania przyczynowości. Jego obszary zainteresowania obejmują filozofię nauki, reprezentacje wiedzy i logiki nieklasyczne.

### Książki
- Heuristics, Addison-Wesley, 1984
- Probabilistic Reasoning in Intelligent Systems, Morgan-Kaufmann, 1988
- Causality: Models, Reasoning, and Inference, Cambridge University Press, 2000
- I Am Jewish: Personal Reflections Inspired by the Last Words of Daniel Pearl, Jewish Lights, 2004.
- Causal Inference in Statistics: A Primer, Wiley, 2016. ISBN 978-1119186847 (z Madelyn Glymour i Nicholasem Jewellem)
- The Book of Why: The New Science of Cause and Effect, Basic Books, 2018. ISBN 978-0-465-09760-9 (z Dana Mackenziem)

### Nagrody
- 2015–Tytuł Fellow, Association for Computing Machinery (ACM)
- 2014–Wybrany do National Academy of Sciences
- 2011–Nagroda Turinga
- 2011–IEEE Intelligent Systems’ AI’s Hall of Fame

- 1990–Tytuł Fellow, American Association for Artificial Intelligence (AAAI)
- 1988–Tytuł Fellow, Institute of Electrical and Electronic Engineers (IEEE)
- 1975–NATO Senior Fellowship in Science
- 1965–RCA Laboratories Achievement Award